# Distrito congresional at-large de Delaware
El Distrito Congresional at-Large es un distrito congresional que elige a un Representante para la Cámara de Representantes de los Estados Unidos por el estado de Delaware. El distrito congresional abarca a todo el estado de Delaware. Según la Oficina del Censo, en 2011 el distrito tenía una población de 890 856 habitantes.

## Geografía
El Distrito Congresional at-Large se encuentra ubicado en las coordenadas 38°59′37″N 75°26′51″O / 38.99361, -75.44750.

## Demografía
Según la Oficina del Censo de los Estados Unidos, en 2011 había 890 856 personas residiendo en el Distrito Congresional at-Large. De los 890 856 habitantes, el distrito estaba compuesto por 646 826 (72.6%) blancos; de esos, 630 804 (70.8%) eran blancos no latinos o hispanos. Además 188 519 (21.2%) eran afroamericanos o negros, 3 109 (0.3%) eran nativos de Alaska o amerindios, 28 726 (3.2%) eran asiáticos, 442 (0%) eran nativos de Hawái o isleños del Pacífico, 19 821 (2.2%) eran de otras razas y 19 435 (2.2%) pertenecían a dos o más razas. Del total de la población 70 196 (7.9%) eran hispanos o latinos de cualquier raza; 30 059 (3.4%) eran de ascendencia mexicana, 21 422 (2.4%) puertorriqueña y 1 757 (0.2%) cubana. Además del inglés, 1 445 (6.6%) personas mayor a cinco años de edad hablaban español perfectamente.
El número total de hogares en el distrito era de 332 837, y el 68.1% eran familias en la cual el 29.2 tenían menores de 18 años de edad viviendo con ellos. De todas las familias viviendo en el distrito, solamente el 49.6% eran matrimonios. Del total de hogares en el distrito, el 5.7 eran parejas que no estaban casadas, mientras que el 0.7% eran parejas del mismo sexo. El promedio de personas por hogar era de 2.6. 
En 2011 los ingresos medios por hogar en el distrito congresional eran de US$58 814, y los ingresos medios por familia eran de US$87 135. Los hogares que no formaban una familia tenían unos ingresos de US$106 091. El salario promedio de tiempo completo para los hombres era de US$50 411 frente a los US$40 500 para las mujeres. La renta per cápita para el distrito era de US$29 123. Alrededor del 8% de la población estaban por debajo del umbral de pobreza.